# Малиничі (роз'їзд)
Малиничі — роз'їзд Жмеринської дирекції Південно-Західної залізниці на неелектрифікованій лінії Гречани — Ларга між станціями Гречани (9 км) та Скібнево (8,5 км). Розташований поблизу однойменного села Хмельницького району Хмельницької області.

## Історія
Роз'їзд відкритий у 1954 році.

## Пасажирське сполучення
На зупинному пункті Малиничі зупиняються приміські поїзди сполученням Хмельницький — Гречани — Ларга.